# Ciclobutan
Ciclobutanul este un cicloalcan cu formula chimică (CH2)4. Compusul este un gaz incolor și este disponibil în comerț sub formă de gaz lichefiat. Derivații săi se numesc ciclobutani. Nu are o importanță foarte mare din punct de vedere comercial sau biologic, însă derivații săi mai complecși sunt compuși importanți în biologie și biotehnologie.